# Rio Crevedia (Jiu)
O Rio Crevedia é um rio da Romênia, afluente do Jiul de Vest, localizado no distrito de Hunedoara.